# Bony de la Pastera
El Bony de la Pastera és una muntanya de 2.275 metres que es troba al municipi d'Espot, a la comarca del Pallars Sobirà.